# Vladislav Poliashov
Vladislav Poliashov (né le 4 avril 1995 à Tcheboksary) est un gymnaste artistique russe.

## Carrière
Vladislav Poliashov remporte à l'Universiade d'été de 2017 la médaille d'argent à la barre fixe et la médaille de bronze par équipes. Il est remplaçant de l'équipe russe médaillée d'or aux Championnats du monde de gymnastique artistique 2018.
II remporte la médaille de bronze du cheval d'arçons aux Championnats d'Europe de gymnastique artistique 2019.
Il est médaillé de bronze au concours général individuel aux Jeux européens de 2019.